# اندیس ده نو اسدالله خان۱
ده نو اسد الله خان۱ یک اندیس غیرفلزی است که در حوالی شهر ملایر استان همدان قرار دارد و مادهٔ معدنی موجود در آن، گارنت است.  